# Fürstenau
Fürstenau (niederdeutsch Fösnau) ist eine Stadt in der gleichnamigen Samtgemeinde Fürstenau im niedersächsischen Landkreis Osnabrück.

## Geographie

### Lage
Fürstenau liegt direkt südwestlich der Ankumer Höhe, die zum Naturpark Nördlicher Teutoburger Wald-Wiehengebirge gehört, und etwas östlich der Lingener Höhe. Die Stadt wird in Richtung Südwesten durchflossen vom Fürstenauer Mühlenbach, der zum Einzugsgebiet der Großen Aa gehört.
Nächstgelegene Großstädte
Osnabrück (43 km), Emmen / Niederlande (69 km), Enschede / Niederlande (72 km), Münster (74 km), Oldenburg (93 km), Bremen (113 km)

### Nachbargemeinden
| Handrup 9 km    | Bippen 10 km                                | Eggermühlen 13 km  |
| Andervenne 8 km | Kompassrose, die auf Nachbargemeinden zeigt | Merzen 12 km       |
| Hopsten 16 km   | Voltlage 11 km                              | Neuenkirchen 15 km |

### Stadtgliederung

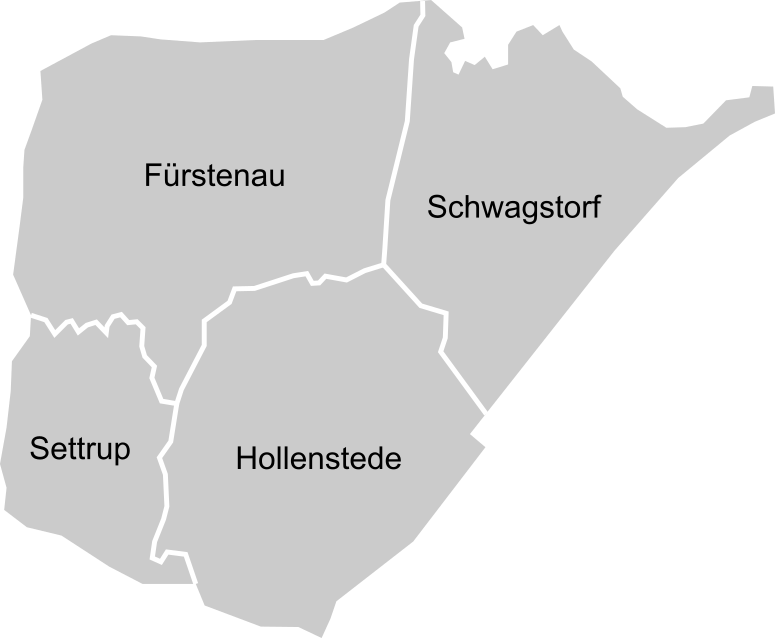
Ortsteile Fürstenau

Die heutige Stadt Fürstenau wurde am 1. Juli 1972 im Zuge der niedersächsischen Gebiets- und Verwaltungsreform aus der (alten) Stadt Fürstenau und den Ortschaften Hollenstede, Schwagstorf und Settrup gebildet. Alle Stadtteile gehörten bis zum 30. Juni 1972 dem Landkreis Bersenbrück an und wurden nach dessen Auflösung in den Landkreis Osnabrück eingegliedert und zusammengeschlossen.

### Klima
Gemäßigtes Seeklima beeinflusst durch feuchte Nordwestwinde von der Nordsee. Im langjährigen Mittel erreicht die Lufttemperatur in Fürstenau 8,5–9,0 °C und es fallen ca. 700 mm Niederschlag. Zwischen Mai und August kann mit durchschnittlich 20–25 Sommertagen gerechnet werden.
|                        | Jan | Feb | Mär | Apr | Mai  | Jun  | Jul  | Aug  | Sep  | Okt  | Nov | Dez |   |     |
| Mittl. Temperatur (°C) | 1,6 | 2,2 | 4,8 | 8,2 | 12,9 | 15,9 | 17,2 | 16,9 | 14,0 | 10,2 | 5,6 | 2,8 | ⌀ | 9,4 |
|                        |     |     |     |     |      |      |      |      |      |      |     |     |   |     |
| Niederschlag (mm)      | 43  | 36  | 42  | 39  | 50   | 69   | 75   | 68   | 46   | 56   | 43  | 49  | Σ | 616 |
|                        |     |     |     |     |      |      |      |      |      |      |     |     |   |     |
| Sonnenstunden (h/d)    | 2   | 2   | 3   | 5   | 7    | 7    | 7    | 7    | 4    | 3    | 2   | 1   | ⌀ | 4,2 |
|                        |     |     |     |     |      |      |      |      |      |      |     |     |   |     |
| Regentage (d)          | 9   | 7   | 8   | 8   | 8    | 9    | 8    | 8    | 7    | 7    | 9   | 10  | Σ | 98  |

|  |

|  |

|  |

|  |

|  |

|  |

|  |

|  |

|  |

|  |

|  |

|  |

|  |

|  |

|  |

|  |

|  |

|  |

|  |

|  |

|  |

|  |

|  |

|  |

## Geschichte
Die historische Hansestadt Fürstenau wurde erstmals im Jahre 1344 als „Vorstenowe“ erwähnt. Der Osnabrücker Fürstbischof Gottfried von Arnsberg ließ in diesem Jahr den ersten Festungsteil des heutigen Schlosses errichten, um seinen Anspruch auf dieses Gebiet gegen die Grafschaft Tecklenburg durchzusetzen. Um die Burg herum siedelten sich Ackerbürger an, und die Burg wurde durch den weiteren Ausbau über Jahrhunderte die Residenz der Osnabrücker Landesfürsten. 1642 erhielt Fürstenau die Stadtrechte. 1647 wurde Fürstenau für zehn Tage im Dreißigjährigen Krieg vom Feldmarschall Hans Christoph von Königsmarck belagert. Michael Wilhelm Kobolt von Tambach musste an Pfingsten den Ort an die Schweden übergeben. In Fürstenau starb 1532 der Paderborner, Osnabrücker und Münsteraner Fürstbischof Erich von Braunschweig-Grubenhagen.
Am 10. November 1938 kam es infolge der Reichskristallnacht auch in Fürstenau zu Pogromen gegen Juden. So wurde durch die örtliche SA und SS das Haus des jüdischen Schlachters Frank gestürmt. Im Obergeschoss des Gebäudes (heute Schwarzer Weg 3) befand sich ein Gebetsraum, der verwüstet wurde. Die Thorarolle sowie Möbel, Gebetbücher sowie andere Gegenstände wurden zerstört und aus dem Fenster auf die Straße geworfen. Auf der Straße posierten die Männer mit der abgewickelten Thorarolle für ein Foto, ehe diese und die zerstörten Gegenstände und Möbel angezündet wurden. Nach dem Ende des Zweiten Weltkrieges wurde zwischen 1949 und 1951 ein Verfahren gegen am Pogrom beteiligte Personen begonnen. So wurde auch der 1938 amtierende Bürgermeister Fritz Werkenthien im August 1949 vernommen, dieser antwortete auf die gegen ihn erhobenen Vorwürfe mit: „Ich kann mich nicht mehr erinnern.“ Am 18. Juni 1951 wurden die Verfahren im Rahmen des Straffreiheitsgesetz vom 31. Dezember 1949 eingestellt.
Am 30. März 1959 wurde die Kaserne in Fürstenau durch das Panzergrenadierbataillon 332 bezogen. 1967 erhielt die Kaserne  aufgrund der Verbundenheit des Landkreises Bersenbrück mit dem Landkreis Greifenhagen den Namen „Pommernkaserne“. 1981 wurde aus dem Panzergrenadierbataillon 332 das Jägerbataillon 522. Außerdem wurde das Feldartilleriebataillon 525 aufgestellt. 1990 kam die Kraftfahrausbildungskompanie Fahrsimulator Kette Fürstenau (SKB) hinzu. 1992 wurde das Feldartilleriebataillon 525 und 1996 das Jägerbataillon 522 aufgelöst. Bis zur Auflösung der Kaserne in 2007 waren noch die Sanitätsregiment 12 und die Sanitätsstaffel Fürstenau in der Kaserne stationiert.
Eine Blackburn Buccaneer des No. 16 Squadron der RAF stürzte am 12. Juli 1979 über Hollenstede ab. Der Jagdbomber, welcher auf dem Flughafen Laarbruch stationiert war, stürzte auf eine Wiese. Der Pilot und sein Waffensystemoffizier kamen ums Leben.
Am 15. Juli 2014 wurden durch Gunter Demnig die ersten 24 Stolpersteine in Fürstenau verlegt. Am 3. März und 7. Dezember 2015 wurden je 13 weitere Stolpersteine verlegt.

### Erklärung des Ortsnamens
Alte Bezeichnungen des Ortes sind Vorstenowe, Vorstennouue, Vorstenouwe, Verstenouwe, Forstenaw(e), Forstenoe, Vastenowe, Forstenowe, Forstenauwe, Forstenouwe, Furstenauw(e), Furstenow(e), Furstenaw(e), Vastenouwe, Furstenouw, Fürstenow(e), Fürstenowensis, Fürstenaw. Der Ortsname Fürstenau ist zusammengesetzt aus „Fürst und Au(e)“. Es handelt sich wahrscheinlich um eine Gründung des Osnabrücker Fürstbischofs Gottfried von Arnsberg.

### Religionen

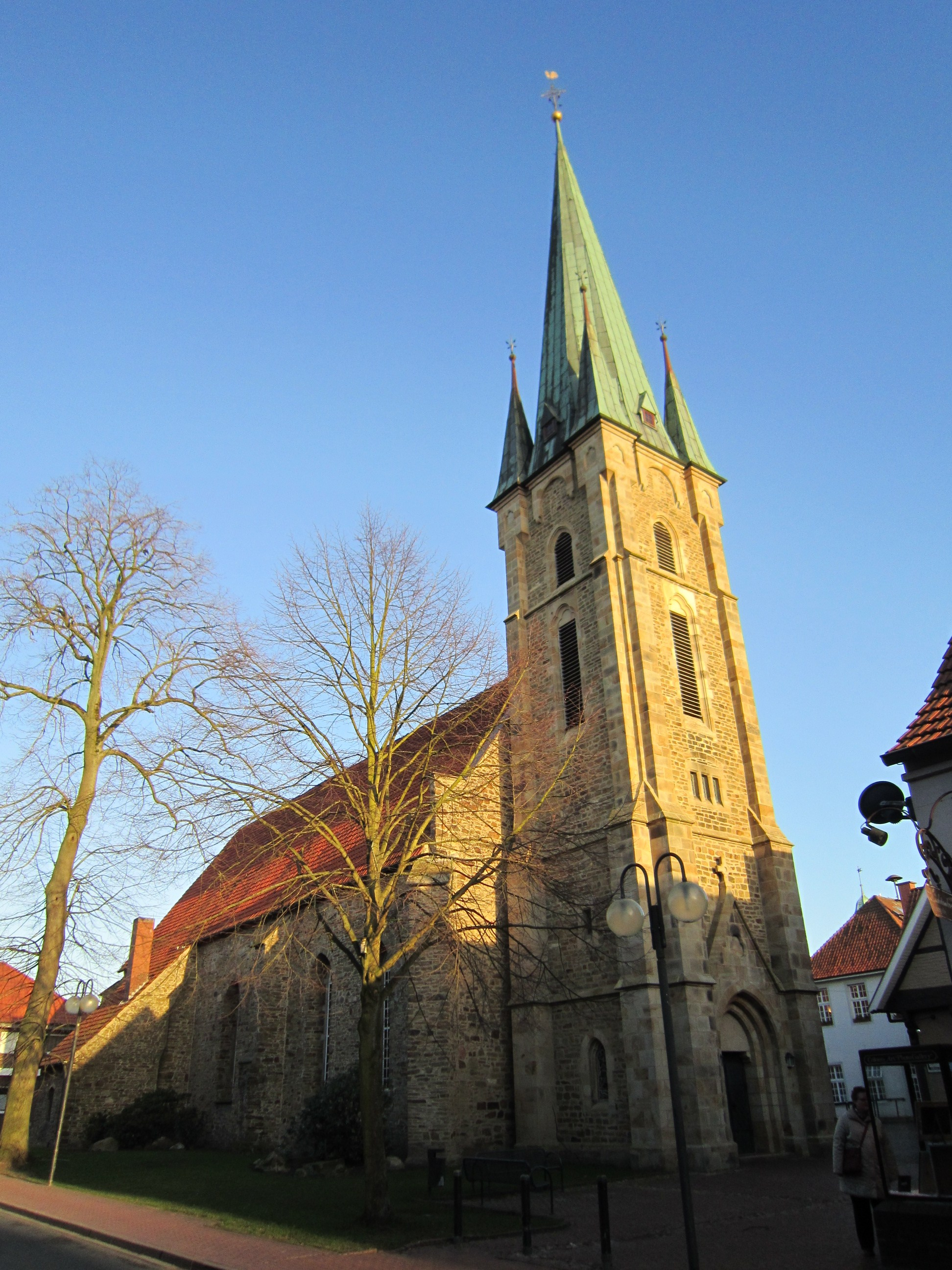
Kirche St. Georg

In Fürstenau gibt es folgende Kirchengemeinden:
- Evangelisch-Lutherische Kirche:
  - St. Georg Fürstenau
- Evangelische Freikirchen:
  - Elim-Gemeinde Fürstenau
- Jehovas Zeugen:
  - Königreichssaal Fürstenau
- Römisch-katholische Kirche:
  - Schlosskirche St. Katharina (Fürstenau)
  - St. Maria Rosenkranz (Hollenstede)
  - St. Bartholomäus Schwagstorf

### Einwohnerentwicklung
| Jahr | Einwohner |
| ---- | --------- |
| 1547 | 600       |
| 1635 | 525       |
| 1650 | 780       |
| 1772 | 850       |
| 1801 | 876       |
| 1811 | 945       |
| 1841 | 11340     |

| Jahr | Einwohner |
| ---- | --------- |
| 1871 | 1220      |
| 1905 | 1754      |
| 1925 | 2348      |
| 1933 | 2654      |
| 1945 | 3010      |
| 1946 | 3929      |
| 1961 | 4836      |

| Jahr | Einwohner |
| ---- | --------- |
| 1970 | 5431      |
| 1971 | 5501      |
| 1981 | 7721      |
| 1993 | 9218      |
| 2000 | 9896      |
| 2005 | 10054     |
| 2008 | 9823      |

| Jahr | Einwohner |
| ---- | --------- |
| 2010 | 9751      |
| 2011 | 9648      |
| 2015 | 9410      |
| 2017 | 9445      |
| 2018 | 9439      |
| 0    | 0         |

Bürgeraufnahmen 1549 bis 1852
| Zeitraum  | Bürgeraufnahmen |
| --------- | --------------- |
| 1549–1560 | 43              |
| 1561–1570 | 62              |
| 1571–1580 | 62              |
| 1581–1590 | 61              |
| 1591–1600 | 53              |
| 1601–1610 | 45              |
| 1611–1620 | 72              |
| 1626–1630 | 34              |
| 1631–1640 | 65              |
| 1641–1650 | 70              |
| 1651–1660 | 57              |
| 1661–1670 | 64              |
| 1671–1680 | 47              |
| 1681–1690 | 69              |
| 1691–1700 | 80              |
| 1701–1710 | 78              |
| 1711–1720 | 72              |
| 1721–1730 | 72              |
| 1731–1740 | 75              |
| 1741–1750 | 70              |
| 1751–1760 | 54              |
| 1761–1770 | 82              |
| 1771–1780 | 91              |
| 1781–1790 | 51              |
| 1791–1800 | 78              |
| 1801–1810 | 75              |
| 1811–1820 | 63              |
| 1821–1830 | 71              |
| 1831–1840 | 90              |
| 1841–1852 | 83              |
| 1549–1852 | 1989            |

## Politik

### Stadtrat
Der Stadtrat hat gegenwärtig 21 Mitglieder. Dies ist die festgelegte Anzahl für eine Mitgliedsgemeinde einer Samtgemeinde mit einer Einwohnerzahl zwischen 7.001 und 8.000 Einwohnern. Die Ratsmitglieder werden durch eine Kommunalwahl für jeweils fünf Jahre gewählt. Die aktuelle Amtszeit begann am 1. November 2021 und endet am 31. Oktober 2026.
Die folgende Tabelle zeigt die Kommunalwahlergebnisse seit 1996.
| 002021–2026 | 43,9 | 11 | 40,7 | 11 | 6,5 | 2 | 5,0 | 1 | 4,1 | 1 | –   | – | – | – | 100 | 21 | 61,6 |
| 002016–2021 | 37,8 | 8  | 54,3 | 11 | 4,5 | 1 | 3,3 | 1 | –   | – | 1,8 | 0 | – | – | 100 | 21 | 51,5 |
| 2011–2016 | 38,9 | 8  | 54,5 | 12 | 3,7 | 1 | 1,1 | 0 | –   | – | 1,8 | 0 | – | – | 100 | 21 | 51,0 |
| 2006–2011 | 45,1 | 10 | 52,9 | 11 | 2,0 | 0 | –   | – | –   | – | –   | – | – | – | 100 | 21 | 56,0 |
| 2001–2006 | 37,9 | 10 | 59,5 | 15 | 2,6 | 0 | –   | – | –   | – | –   | – | – | – | 100 | 25 | 59,6 |
| 1996–2001 | 36,7 | 10 | 57,9 | 15 | 3,3 | 0 | 2,2 | 0 | –   | – | –   | – | – | – | 100 | 25 | 66,0 |
| Prozentanteile gerundet. Quellen: Landesbetrieb für Statistik und Kommunikationstechnologie Niedersachsen, Landkreis Osnabrück Bei unterschiedlichen Angaben in den genannten Quellen wurden die Daten des Landesbetrieb für Statistik und Kommunikationstechnologie verwendet, da diese eine insgesamt höhere Plausibilität aufweisen. |      |    |      |    |     |   |     |   |     |   |     |   |   |   |     |    |      |

### Bürgermeister
- 2021-dato Ernst Ehmke (SPD)[19]
- 2019–2021 Manuela Nestroy (CDU)
- 2006–2019 Herbert Gans (CDU)
- 1976–2006 Reinhold Schröder (CDU)[20]
- 1945–1949 Franz Paul Landwehr[21]
- 1929–1933 Bernhard Haverkamp, abgesetzt durch die Nationalsozialisten[22]
- 1884–1897 Johann Hermann Bernhard Varenhorst[21]

### Wappen und Flagge
Wappenbeschreibung
„Silberner zinnenbewehrter Torturm (Bergfried) mit rechts anliegender Kemenate auf rotem Schild: Burg Fürstenau“
Stadtflagge
„rot – weiß – grün“

### Städtepartnerschaften
Fürstenau hat Partnerschaftsverträge geschlossen mit Ruurlo (Niederlande) seit 1979 und Hohen Neuendorf (Brandenburg) seit 1991. Mit Garwolin in Polen wurde 2004 ein Freundschaftsvertrag geschlossen.

### Internationale Mitgliedschaft
Fürstenau ist Mitglied im Städtebund Die Hanse.

### Nationale Mitgliedschaften
Fürstenau ist Mitglied im Westfälischen Hansebund und im Tourismusverband Osnabrücker Land.

## Kultur und Sehenswürdigkeiten

### Bauwerke
Siehe auch: Liste der Baudenkmale in Fürstenau

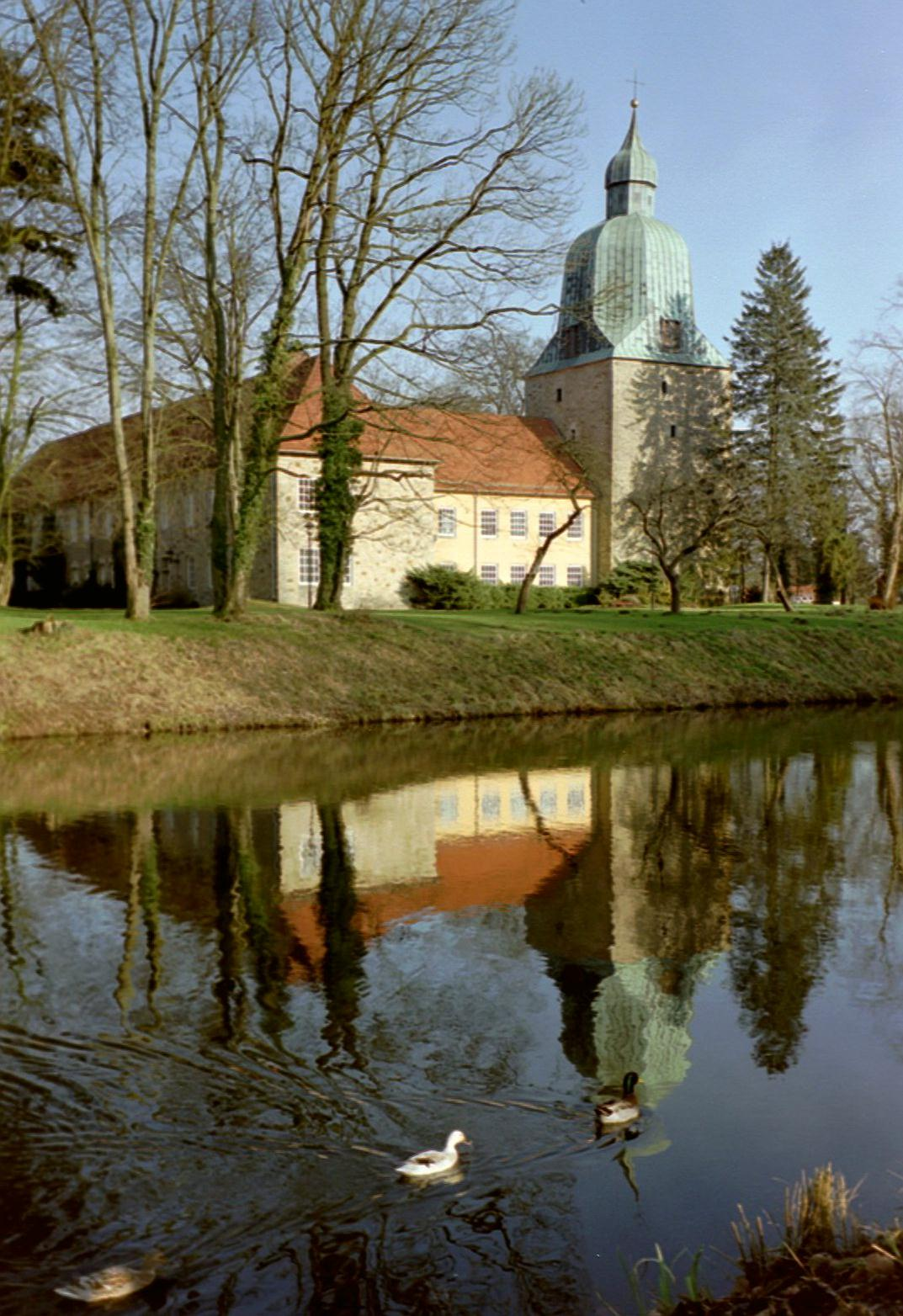
Schloss Fürstenau

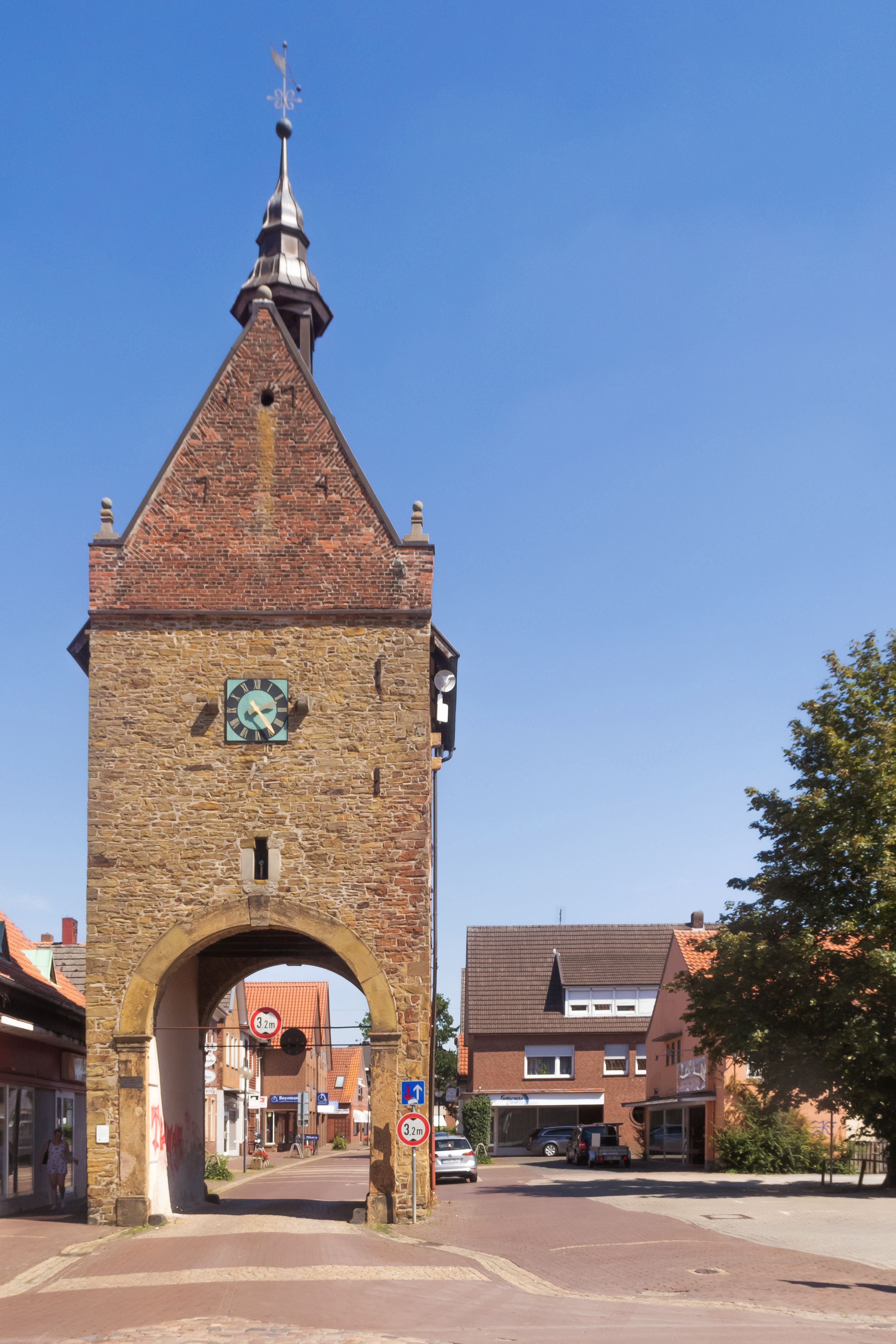
Hohes Tor

Jahrhunderte haben das historische Stadtbild geformt. Besonders geprägt wird dieses Bild von dem aus der Gründungszeit stammenden fürstbischöflich osnabrückischen Schloss Fürstenau – heute Sitz der Samtgemeindeverwaltung Fürstenau und seit 1817 auch der römisch-katholischen Pfarrkirche des Ortes. Die restaurierte Nord-Ost-Bastion unterstreicht die frühere Bedeutung Fürstenaus als militärisches Bollwerk im Mittelalter.
Neben dem Schloss sind das alte Stadttor „Hohes Tor“ sowie der Marktplatz mit dem Alten Rathaus und der evangelischen St.-Georgs-Kirche sehenswert. Dort ist der Überrest des mittelalterlichen Prangers der Stadt zu finden.
Am nördlichen Stadtrand ist der große Ferien- und Freizeitpark Fürsten Forest in Planung, wovon ein Teil (Offroad-Geländestrecke) schon in Betrieb ist.

### Ausflugsziele in der Umgebung
- Maiburg: Ein waldreiches Erholungsgebiet zwischen Fürstenau, Bippen und Eggermühlen
- Straße der Megalithkultur von Osnabrück über Fürstenau nach Oldenburg
- Artland-Route (142 km langer Rundkurs über Quakenbrück und Bersenbrück)
- Freie Kunstakademie Maiburg (Klein Bokern)
- Museum und Park Kalkriese als vermutliches Schlachtfeld der Varusschlacht
- Hünengräber mit Steinreihe in Hekese
- Stift Börstel (Berge)
- Wacholderhain (Haselünne)
- Naturschutzgebiet „Swatte Poele“ (Lonnerbecke)
- Sültemühle in Lonnerbecke
- Alte Kornbrennerei in Settrup

Die Draisinenstrecke Fürstenau–Bippen–Nortrup existiert seit Ende 2022 nicht mehr.

### Sport
- Spvg. Fürstenau e. V. (Fußball, Volleyball, Tischtennis, Dartsport, Leichtathletik, Radsport, Turnen, Ju-Jutsu, Badminton, Gesundheitssport)
- SV Hollenstede e. V. (Fußball, Tennis, Leichtathletik)
- SV Grün-Weiß Schwagstorf e. V. (Fußball)
- FC Fürstenau (Fußball)
- TG Fürstenau (Tennis)
- TV Schwagstorf (Tennis)
- LD Equestrian Village (Reitsport-Leistungszentrum)
- RuF Fürstenau e. V.
- RuF Hollenstede e. V.
- Karnevalsfreunde Rot Weiß Fürstenau e. V. mit Tanzabteilung
- RuF Schwagstorf e. V.
- RG Fürstenau e. V. (Auto-Motorsport)
- Motorsportclub Fürstenau e. V.
- SSC Fürstenau e. V. (Sportschützenverein)
- Hadashi Fürstenau e. V. (Judo, Ju-Jutsu)

## Infrastruktur

### Verkehr
Durch Fürstenau verlaufen die Bundesstraßen B 214 (Lingen–Fürstenau–Diepholz–Nienburg–Celle–Braunschweig), B 218 (Fürstenau–Bramsche–Ostercappeln) und B 402 (Emmen/Niederlande–Meppen–Haselünne–Fürstenau).
Die Bundesautobahnen A 1 (Hamburg–Osnabrück–Ruhrgebiet), A 30 (Amsterdam–Osnabrück–Hannover), die Teil der Europastraße E 30 ist, und A 31 (Emden–Oberhausen) sind jeweils in etwa 30 Minuten erreichbar.
Die nächsten Halte des Fernreiseverkehrs sind Lingen (Ems) (26 km), Rheine (40 km) und Osnabrück (43 km). Für den Nahverkehr ist der nächste Bahnhof in Bersenbrück (23 km) oder Ibbenbüren (33 km). Die ehemals durch den Ort führende Bahnstrecke Duisburg–Quakenbrück besteht nicht mehr, die Entwicklung im örtlich relevanten Abschnitt von Rheine nach Einstellung des Personenverkehrs im Mai 1969 wird hier dargestellt. Der nächstgelegene internationale Flughafen ist in Münster/Osnabrück (FMO) (59 km).
Es fährt stündlich die Buslinie 610 von Fürstenau nach Osnabrück, ferner gibt es im gleichen Takt Busverbindungen nach Quakenbrück und nach Bersenbrück.

### Bildung
Es gibt drei Grundschulen sowie die Integrierte Gesamtschule und das Marienstift als Haupt- und Realschule.

## Persönlichkeiten

### Ehrenbürger
- 1885 – Gustav von Wick (1821–1899), Amtshauptmann von Fürstenau
- 25. Dezember 1897 – Johann Hermann Bernhard Varenhorst, Bürgermeister von Fürstenau
- 8. Mai 1983 – August Schröder (1908–1993), Landesarchivar im LWL-Archivamt für Westfalen in Münster
- 27. April 1984 – Franz Paul Landwehr (1897–19??), Bürgermeister von Fürstenau
- 28. Februar 2000 – Bernhard Süskind (1921–2018), Opfer des Nationalsozialismus
- 18. April 2007 – Reinhold Schröder (1937–2012), Bürgermeister von Fürstenau[21]

### Söhne und Töchter der Stadt
- Johann Niekamp (1654–1716), lutherischer Geistlicher und Oberhofprediger
- Hinrich Just Müller (1740–1811), überregional bekannter Orgelbauer
- August von Eye (1825–1896), Dichter, Philosoph, Schriftsteller, Kultur- und Kunsthistoriker und Maler
- Wilhelm Varenhorst (1865–1944), Jurist und Politiker (DRP)
- Bernhard Haverkamp (1875–1935), Kaufmann und Politiker (Zentrum)
- Wilhelm Canenbley (1901–1973), Landwirtschaftsfunktionär
- Franz Berding (1915–2010), Politiker (CDU), 1966 war er Landesminister in Nordrhein-Westfalen, zwischen 1969 und 1972 Bundestagsmitglied
- Ida Raming (* 1932), katholische Theologin und Autorin
- Reinhard Freiherr von Schorlemer (* 1938), Land- und Forstwirt, Politiker (CDU), von 1980 bis 2002 Bundestagsmitglied sowie von 1988 bis 1992 Präsident der Schutzgemeinschaft Deutscher Wald (SDW)
- Willi Reimann (* 1949), Fußballprofi und Trainer
- Karl-Heinz Menke (* 1950), Theologe, Priester und Seelsorger, Professor für Dogmatik und Theologische Propädeutik an der Katholisch-Theologischen Fakultät der Universität Bonn
- Uwe Jursch (* 1963), Fußballprofi beim VfL Osnabrück und Hannover 96, mit Hannover 96 wurde er 1992 DFB-Pokalsieger
- Oda Thormeyer (* 1964), Schauspielerin
- Dirk van den Boom (* 1966), Schriftsteller

### Personen, die mit der Stadt in Verbindung stehen
- Gottfried von Arnsberg (um 1285–1363), Bischof von Osnabrück und Bremen und gründete die Burg Fürstenau
- Heinrich II. von Moers (vermutlich 1391–1450), Bischof von Münster und Osnabrück und erkor Fürstenau zu seiner Residenz
- Erich von Braunschweig-Grubenhagen (1478–1532), von 1508 bis 1532 Fürstbischof von Paderborn und Osnabrück und im Jahr 1532 gewählter Bischof von Münster, er verstarb in seiner Fürstenauer Residenz
- Konrad III. von Diepholz (1424–1482), von 1455 bis 1482 Bischof von Osnabrück, verstarb in Fürstenau
- Franz von Waldeck (wahrscheinlich 1491–1553), ab 1532 Bischof von Osnabrück und Münster, Administrator von Minden und Kölner Domherr
- Konrad VI. (Rietberg) († 1508), Bischof von Münster und Osnabrück
- Johann II. von Hoya (1529–1574), Fürstbischof von Osnabrück, Münster und Paderborn, die Fürstenauer Burg erweiterte er zu einem Schloss mit Parkanlagen, das sein ständiger Wohnsitz war
- Heinrich von Sachsen-Lauenburg (1550–1585), Erzfürstbischof von Bremen (Heinrich III.), Fürstbischof von Osnabrück (Heinrich II.) und von Paderborn (Heinrich IV.)
- Bernhard von Waldeck (1561–1591), Bischof von Osnabrück
- Philipp Sigismund von Braunschweig-Wolfenbüttel (1568–1623), Fürstbischof von Osnabrück und Verden
- Hans Christoph von Königsmarck (1600–1663), Heerführer in schwedischen Diensten und belagerte 1647 Fürstenau
- Michael Wilhelm Kobolt von Tambach († 1667), Militärkommandant und Drost von Fürstenau, er leitete 1637 die Verteidigung Fürstenaus gegen den Landgrafen Wilhelm von Hessen
- Günter Sponheuer (* 1945), freischaffender Maler und Diplom-Designer
- Dirk Hafemeister (1958–2017), Reitprofi, bei den Olympischen Sommerspielen 1988 in Seoul gewann er eine Goldmedaille im „Springreiten Mannschaft Mixed“, ein weiterer Erfolg mit der Deutschen Springreiter Equipe ist der Weltmeistertitel 1994
- Luciana Diniz (* 1970), wohnte und trainierte ein paar Jahre lang in Schwagstorf,[28] Brasilianische Springreiterin und Teilnehmerin der Olympischen Sommerspiele 2004 in Athen und bei der Weltmeisterschaft 1994 in Den Haag
- Doris Achelwilm (* 1976), Journalistin, Politikerin (Die Linke) und Bundestagsabgeordnete, aufgewachsen in Hollenstede
- Simon Herrmann (* 1985), er ist im Wasserski bislang zweifacher Europameister 2003, Deutscher Meister im Slalom und Weltmeister im Slalom 2008, er trug sich im Jahre 2004 ins Goldene Buch der Stadt Fürstenau ein